# Debarsko jezero
Debarsko jezero (makedonski: Дебарско езеро) je umjetno jezero u zapadnom dijelu Sjeverne Makedonije, na rijeci Crnom Drimu, u blizini grada Debra, po kojem je i dobilo ime.
U periodu 1966 - 1968. g. podignuta je brana (102 m. visine) kod grada Debra, i stvoreno novo umjetno jezero. Ono je najbogatije vodom od svih umjetnih akomulacija u Makedoniji. Jezero ima 520 milijuna m3 vode, od njega se voda pomoćnim tunelima vodi do hidrocentrale Špilje.
Na jezeru su 2 otoka: Veliki Debarski otok i Mali Debarski otok.

## Vanjske poveznice
|  | Zajednički poslužitelj ima još gradiva o temi Debarsko jezero |